# Передайте об этом детям вашим…
Передайте об этом детям вашим… История Холокоста в Европе 1933—1945 (швед. Om detta må ni berätta') — исторический сборник материалов о Холокосте.
Книга создана в рамках проекта «Живая история» по инициативе правительства Швеции. Поводом для проекта «Живая история» стал опрос шведских школьников, который показал, что они почти ничего не знают о событиях Второй мировой войны вообще и геноциде евреев, в частности.
Книга стала центральным событием проекта. Предназначена для учащихся старших классов, студентов и научных работников. Все шведские семьи получили предложение бесплатно заказать эту книгу, заполнив специальный бланк. Тираж только в Швеции превысил 1 млн экземпляров. Книга была переведена на множество языков и распространяется посольствами Швеции в разных странах.
На русском языке книга вышла в издательстве «Текст» в 2000 году. Это первая книга по данной теме, опубликованная в постсоветских государствах массовым тиражом. В неё включен дополнительный раздел: «Холокост в Советском Союзе». Тираж книги в России составил 20 тысяч экземпляров. Предисловия к русскому изданию подписали премьер-министр Швеции Ёран Перссон и заместитель председателя правительства России Валентина Матвиенко. Книга, как и в Швеции, распространяется бесплатно по заказам частных лиц и организаций.
В 2003 году вышло эстонское издание. Оно содержит главу о Холокосте в Эстонии, написанную Сулевом Валдмаа (эст. Sulev Valdmaa) — руководителем Центра гражданского образования Института Яана Тыниссона в Таллине. Книга была издана тиражом 3000 на эстонском языке и 1000 — на русском, предисловие написал президент Эстонии Арнольд Рюйтель.